# Estrada Parque Cabeça do Veado (DF-035)
A DF-035, também chamada Estrada Parque Cabeça do Veado (EPCV) é uma rodovia radial do Distrito Federal, no Brasil.
A via, localizada no Lago Sul, vai até as regiões do Jardim Botânico, de São Sebastião e do Jardins Mangueiral. Conecta a Estrada Parque Dom Bosco (EPDB) ao Anel Viário de Brasilia (EPCT). Tinha seis faixas, três em cada sentido, separadas por um canteiro, até passar por uma revitalização entre 2015 e 2016, quando uma faixa de cada lado foi convertida em ciclofaixa.
É uma das estradas parque - tradução literal das vias americanas chamadas parkway - cuja ideia veio de Lúcio Costa para serem vias de trânsito rápido, sem interrupções e com uma paisagem bucólica, diferente das caóticas rodovias tradicionais, o que acabou se perdendo com o tempo.